# 彭篤福
彭篤福（1581年—1612年），字萬來，號念生，江西吉安府安福县人，明朝政治人物。

## 生平
万历二十八年（1600年）庚子江西乡试举人，萬曆三十五年（1607年）登丁未科進士，通政司觀政，本年八月授广西郁林州知州，三十六年正月调河南信阳州知州，萬曆四十年（1612年）丁憂去職，卒。

## 家族
曾祖彭師丙，封中书舍人。祖父彭端朝，南京经历。父彭士曜。具庆下。